# Bill Cronk
William „Bill“ Cronk (auch Billy Cronk, * 28. August 1928; † 29. Mai 2000) war ein US-amerikanischer Jazzmusiker (Kontrabass).

## Leben und Wirken
Cronk spielte zu Beginn seiner Karriere als Musiker 1947 im Orchester von Tony Pastor. Im folgenden Jahrzehnt gehörte er den Bands von Tommy Dorsey (1950), Ralph Flanagan (1951) und Ray Anthony (1951–53). Anschließend arbeitete er erneut bei Tonny Dorsey, dessen Bigband er bis zu Dorseys Tod 1956 angehörte. In den folgenden Jahren spielte er bei Louie Bellson, Jimmy Dorsey, Bobby Hackett und wirkte auch 1961 an Hacketts Jamsession mit Dizzy Gillespie mit („’S Wonderful“). 1962 spielte er bei Louis Armstrong, mit dem er auch auf Welttourneen ging. Im Bereich des Jazz war er laut Tom Lord zwischen 1947 und 1962 an 133 Aufnahmesessions beteiligt. Im Laufe seiner langen Karriere arbeitete er außerdem mit Gruppen wie Bob Crosby und den Bobcats und mit Dave Brubeck; ferner begleitete er Sänger wie Jimmy Roselli, Tony Bennett und Ella Fitzgerald. Er trat weiterhin in der Jackie Gleason Show auf und spielte ein Jahrzehnt im Playboy Resort Hotel.